# Scriptol
Scriptol — современный простой язык программирования.

## Обзор
Scriptol разрабатывался как простой, безопасный и универсальный язык программирования, позволяющий создавать динамические веб-страницы, сценарии и исполняемые приложения. Scriptol интегрирует XML в качестве источника или загружаемого файла.
Является современным, объектно-ориентированным, процедурным языком. Scriptol компилируется в PHP компилятором Scriptol PHP. Компилятор превращает скрипт Scriptol в код PHP или HTML-страницу с внедренным Scriptol, содержащие PHP-инструкции. По сути, он превращает PHP в виртуальную машину или сервер функций и данных, байткодом для которого является язык PHP.
Ядро языка общее для PHP и C++, что позволяет использовать один и тот же язык программирования и для веб-страниц, и для приложений. Наряду с прозрачностью, читаемостью и безопасностью, обеспечиваемыми синтаксисом, Scriptol сокращает время разработки, проверяя ошибки на стадии компиляции.
Scriptol был создан в соответствии с семью правилами: простота, безопасность, соответствие стандартам, объективность, несколько направлений, мобильность, легкое обучение. Scriptol программа может быть построена как исполняемый файл. Управляющие структуры более мощные и отличаются от классических языков, что позволяет эффективнее использовать шаблоны и автоматов (DFA). Безопасность является одной главной целью языка.
Компилятор бесплатен для независимых разработчиков, лицензия требуется только для компаний.
Сайт разработчиков — www.scriptol.com.

## Описание языка программирования Scriptol
Scriptol является современным языком программирования, предназначенным для простой и легкой разработки, что сказывается на сроках создания, высоком качестве и безопасности проектов. Scriptol является объектно-ориентированным, XML-ориентированным, расширяемым, универсальным, использует C++, PHP, Java API и GTK для графического интерфейса пользователя. Scriptol универсален, что означает, что удобен для сценариев, для создания приложений или для динамических веб-страниц.
Бесплатный интерпретатор и компилятор языка Scriptol доступны на Windows и Unix.

### Особенности Scriptol
- современный: был разработан в соответствии с семью правилами простоты, безопасности и не несет устаревшего синтаксиса.
- универсальный: подходит для приложений, скриптов или веб-страницы.
- объектно-ориентированный: даже примитивные типы данных, такие как «Int» (например, 123), являются объектом и имеет методы.
- приведение типов: компилятор может проверить программу и тип переменных, это не представляется возможным с обычно нетипизированных языков сценариев.
- естественный: типы переменных не на основе компьютерного оборудования, а на человеческом понимании или математическом множестве: это text, number, integer, real и т.д…
- мощный и безопасный: введены новые структуры управления

```
Примеры:
- композитный if, который является одновременно 
if
 оператором и 
switch case
 с любым типом значения.
- 
while let
, что защищает от бесконечного цикла.
- 
for
 .. 
in
 массиве, или  
for
 .. 
in
 a..b, самый простой способ работы с интервалами.
```

- простой: нет символов as -> or ::, просто точка в любом случае.

```
Добавить 1 к х: х + 1, а не х += 1.
Не требуется управления памятью, т.к. есть сборщик мусора.
```

- совместим с C++: у вас есть только ссылка на C++ объектные файлы или библиотеки файлов, и используемые функции, которые они выполняют, не любое расширение необходимых для записи!

```
Например, нужно всего лишь импортировать библиотеки GTK в файл конфигурации Scriptol для использования GTK-интерфейса...
```

- PHP совместим: вы можете запрограммировать веб-страниц в Scriptol, ваш код сконвертируется в PHP, и все функции PHP также могут быть использованы.
- портативный: работает на любой PHP или Си совместимой платформе.
- XML-ориентированный: XML-документ является структурой данных языка и модель DOM является классом интегрированной библиотеки. Использование XML становится чрезвычайно простым со Scriptol.
- многозадачный. Функция может возвращать несколько значений.
- индексированные или ассоциативные массивы.
- можно использовать API-интерфейсы в PHP, Java или C++.

### Зачем использовать Scriptol?
В основном для:
- встраивания кода в страницы HTML. Он будет работать на любом сервере. Использование PHP 4.
- защиты кода путём распределения исполняемого файла.
- легкой и быстрой разработки сценариев, благодаря синтаксису высокого уровня. Это чистый и мощный язык, очень интуитивный.
- создания прототипов, проверки Scripts-программ и C-кода интерпретатором, прежде чем получаем исполняемый файл для включения в крупный проект.
- создания приложений и веб-приложений: Scriptol может быть интегрирован в инструменты быстрой разработки приложений и может использовать кросс-платформенной GUI-библиотек GTK. Scriptol не нужен для Makefile или любого файла проекта. Scriptol-скрипты могут быть скомпилированы в PHP, поэтому он является портативным. Компилятор обнаруживает ошибки перед запуском программы.
- обработки документов, сохраненных как XML, и другими приложениями.
- формирования XML-документов или HTML-страниц из любого источника.
- создания и использования баз данных и легкого связывания какой-либо обработки данных.

Также может быть использована вместе с RAD (Rapid Application Development) инструментом, таким как C++ Builder или Visual Studio.

## Язык

### Синтаксис
- Выражения заканчиваются концом строки
- Аналогично XML-признак конца структуры: /if, /while и т.д…
- Каждый оператор имеет только одно использование, а не несколько соответствий в контексте, как в C.
- Скалярные типы данных из реальной жизни: text, number, real и т.д…
- Соединение выражения имеет вид:

x + 1 // равнозначно: x = x + 1

### Структуры данных
Scalars, xml, class.

### Управляющие структуры
- if … else, composite if
- for … in … step
- while … let
- do case … while, do case … until
- scan by
- break, continue, return

Обратите внимание, что Scriptol не использует switch case, потому что if достаточно мощный для обработки различных видов условий и фактически более мощный, чем switch case, поскольку он может использовать различные операторы сравнения.

### Композитный If
```
if
 
a

     
=
 
10
:
 
print
 
"equal"

     
<
 
10
:
 
print
 
"less"

     
else

        
print
 
"more"

/
if

```

### While
В то время как структура имеет несколько форм, let защищает от бесконечного цикла.
```
while
 
x
 
<
 
10

   
print
 
x
  

let
 
x
 
+
 
1

```

### Определение функций
Заголовок похож на С, но несколько типов могут быть возвращены одновременно. Завершается return оператором и только ключевым словом, если ничего не возвращается.
```
int
,
 
text
 
funcname
(...
 
arguments
...)

    
...
statements
...

return
 
a
,
 
b

```

## Сравнение кода Scriptol и PHP
Код Scriptol является интуитивно понятным и простым. Вместо этого синтаксис PHP подобен Си, Perl и языкам командной оболочки UNIX(Bash), направленным на ограничение потребления ресурсов, а не для упрощения задачи программистов.
Код Scriptol:
```
text
 
x

input
 
"Y/N?"
,
 
x

if
 
x
.
lower
()

=
 
"y"

    
print
 
"yes"

=
 
"n"

    
print
 
"no"

else

    
print
 
"What?"

/
if

```

Сгенерированный код PHP:
```
<?php

$x
=
""
;

echo
 
"Y/N?"
;

$fp
=
fopen
(
"php://stdin"
,
"r"
);

$x
=
rtrim
(
fgets
(
$fp
,
65536
));

fclose
(
$fp
);

$_I1
=
strtolower
(
$x
);

if
(
$_I1
===
"y"
)

{

   
echo
 
"yes"
,
 
"
\n
"
;

}

else

{

   
if
(
$_I1
===
"n"
)

   
{

      
echo
 
"no"
,
 
"
\n
"
;

   
}

else

{

   
echo
 
"What?"
,
 
"
\n
"
;

}

}

?>

```

## Примеры кода

### Пример № 1
Простая программа «Hello World»
```
int
 
main
(
int
 
argsize
,
 
array
 
arglist
)

  
print
 
"Hello World\n"

return
 
0

main
(
$
argc
,
 
$
argv
)

```

### Пример № 2
Число Фибоначчи
```
constant
 
int
 
fmax
 
=
 
16

int
 
z

int
 
fib
(
int
 
n
)

   
if
 
n
 
<=
 
1

       
z
 
=
 
n

   
else

       
z
 
=
 
fib
(
n
 
-
 
1
)
 
+
 
fib
(
n
 
-
 
2
)

   
/
if

return
 
z

for
 
int
 
i
 
in
 
0.
.
fmax

    
print
 
"fib($i)= "
 
,
 
fib
(
i
)

/
for

```

### Пример № 3
Внедрение кода Scriptol в HTML:
```
<
html
>

  
<
head
>
  
<
/head>

<
body
>

<?
sol
 

    
print
 
"code embedded inside html!"

?>

<
/body>

<
/html>

```

### Пример № 4
Слияние и отображение списков:
```
listdemo
 
=
 
(
1
,
2
,
3
)
 
+
 
(
4
,
5
)

subdemo
 
=
 
listdemo
[
1.
.
3
]

scan
 
subdemo

     
print
 
subdemo
[]

/
scan
 

>>>
 
should
 
print
:
 
2
 
3
 
4

```

### Пример № 5
«99 бутылок пива» демонстрирует простейшее применение циклов:
```
text
 
bottle
(
int
 
n
)

    
if
 
n
 
=
 
0
 
return
 
"no more bottles of beer"

return
 
text
(
n
)
 
+
 
" bootle"
 
+
 
plural
(
n
)
 
+
 
" of beer"

text
 
b1

for
 
int
 
i
 
in
 
99
 
--
 
0
 
step
 
-
1

    
b1
 
=
 
bottle
(
i
)

	
if
 
i
 
>
 
0

		
print
 
b1
,
 
"on the wall,"
,
 
b1
 
+
 
","

		
print
	
"take one down, pass it around,"

		
print
 
bottle
(
i
 
-
 
1
),
 
"on the wall."
 

	
/
if

/
for

```